# Waldschacher Teich
Waldschacher Teich är en sjö i Österrike.   Den ligger i förbundslandet Steiermark, i den östra delen av landet, 170 km söder om huvudstaden Wien. Waldschacher Teich ligger 290 meter över havet. Arean är 0,48 kvadratkilometer. Den sträcker sig 1,4 kilometer i nord-sydlig riktning, och 1,0 kilometer i öst-västlig riktning.
Omgivningarna runt Waldschacher Teich är en mosaik av jordbruksmark och naturlig växtlighet. Runt Waldschacher Teich är det ganska tätbefolkat, med 111 invånare per kvadratkilometer.